# Rahmska huset
Rahmska huset är en byggnad uppförd 1891 i Stenstan, Sundsvall. Byggherre var Anna-Britta Rahm, änka efter krämaren Johan Ulric Rahm, och som arkitekt anlitades Adolf Emil Melander. Familjen Rahm hade blivit förmögen på försäljning av kläder och tyger. Ett barnbarn till makarna Rahm var konstnären Sigrid Hjertén, som tidvis bodde hos sin mormor i detta hus.